# Apanteles phaola
Apanteles phaola är en stekelart som beskrevs av Nixon 1972. Apanteles phaola ingår i släktet Apanteles och familjen bracksteklar. Arten är reproducerande i Sverige. Inga underarter finns listade i Catalogue of Life.